# Tulipa grey-wilsonii
Tulipa grey-wilsonii là một loài thực vật có hoa trong họ Liliaceae. Loài này được Rech.f. miêu tả khoa học đầu tiên năm 1990.